# Campions de dobles masculins dels torneigs del Grand Slam
Llista de guanyadors en la categoria de dobles masculins dels torneigs del Grand Slam:

## Palmarès
| Llegenda de colors                                         |
| ---------------------------------------------------------- |
| Guanyadors/es dels 4 torneigs Grand Slam en el mateix any. |
| Guanyadors/es de 3 torneigs Grand Slam en el mateix any.   |
| Guanyadors/es de 2 torneigs Grand Slam en el mateix any.   |
| Edicions exclusives pels membres del club.                 |

| Any  | Australian Open                                 | Roland Garros                                   | Wimbledon                                         | US Open                                         |
| ---- | ----------------------------------------------- | ----------------------------------------------- | ------------------------------------------------- | ----------------------------------------------- |
| 1881 | iniciat el 1905                                 | iniciat el 1925                                 | iniciat el 1884                                   | Clarence Clark Fred Taylor                      |
| 1882 | no creat                                        | no creat                                        | no creat                                          | Richard Sears (1/6) James Dwight (1/6)          |
| 1883 | no creat                                        | no creat                                        | no creat                                          | Richard Sears (2/6) James Dwight (2/6)          |
| 1884 | no creat                                        | no creat                                        | Ernest Renshaw (1/5) William Renshaw (1/5)        | Richard Sears (3/6) James Dwight (3/6)          |
| 1885 | no creat                                        | no creat                                        | Ernest Renshaw (2/5) William Renshaw (2/5)        | Richard Sears (4/6) James Dwight (4/6)          |
| 1886 | no creat                                        | no creat                                        | Ernest Renshaw (3/5) William Renshaw (3/5)        | Richard Sears (5/6) James Dwight (5/6)          |
| 1887 | no creat                                        | no creat                                        | Herbert Wilberforce P. Bowes-Lyon                 | Richard Sears (6/6) James Dwight (6/6)          |
| 1888 | no creat                                        | no creat                                        | Ernest Renshaw (4/5) William Renshaw (4/5)        | Oliver Campbell (1/3) Valentine Hall (1/2)      |
| 1889 | no creat                                        | no creat                                        | Ernest Renshaw (5/5) William Renshaw (5/5)        | Henry Slocum Jr. Howard Taylor                  |
| 1890 | no creat                                        | no creat                                        | Joshua Pim (1/2) F. O. Stoker (1/2)               | Valentine Hall (2/2) Clarence Hobart (1/3)      |
| 1891 | no creat                                        | no creat                                        | Herbert Baddeley (1/4) Wilfred Baddeley (1/4)     | Oliver Campbell (2/3) Robert Huntington (1/2)   |
| 1892 | no creat                                        | no creat                                        | E.W. Lewis H.S. Barlow                            | Oliver Campbell (3/3) Robert Huntington (2/2)   |
| 1893 | no creat                                        | no creat                                        | Joshua Pim (2/2) F. O. Stoker (2/2)               | Clarence Hobart (2/3) Fred Hovey (1/2)          |
| 1894 | no creat                                        | no creat                                        | Herbert Baddeley (2/4) Wilfred Baddeley (2/4)     | Clarence Hobart (3/3) Fred Hovey (2/2)          |
| 1895 | no creat                                        | no creat                                        | Herbert Baddeley (3/4) Wilfred Baddeley (3/4)     | Malcolm Chace Robert Wrenn                      |
| 1896 | no creat                                        | no creat                                        | Herbert Baddeley (4/4) Wilfred Baddeley (4/4)     | Carr Neel Samuel Neel                           |
| 1897 | no creat                                        | no creat                                        | Lawrence Doherty (1/10) Reginald Doherty (1/10)   | Leo Ware (1/2) George Sheldon Jr. (1/2)         |
| 1898 | no creat                                        | no creat                                        | Lawrence Doherty (2/10) Reginald Doherty (2/10)   | Leo Ware (2/2) George Sheldon Jr. (2/2)         |
| 1899 | no creat                                        | no creat                                        | Lawrence Doherty (3/10) Reginald Doherty (3/10)   | Holcombe Ward (1/6) Dwight F. Davis (1/3)       |
| 1900 | no creat                                        | no creat                                        | Lawrence Doherty (4/10) Reginald Doherty (4/10)   | Holcombe Ward (2/6) Dwight F. Davis (2/3)       |
| 1901 | no creat                                        | no creat                                        | Lawrence Doherty (5/10) Reginald Doherty (5/10)   | Holcombe Ward (3/6) Dwight F. Davis (3/3)       |
| 1902 | no creat                                        | no creat                                        | Sydney Smith (1/2) Frank Riseley (1/2)            | Lawrence Doherty (6/10) Reginald Doherty (6/10) |
| 1903 | no creat                                        | no creat                                        | Lawrence Doherty (7/10) Reginald Doherty (7/10)   | Lawrence Doherty (8/10) Reginald Doherty (8/10) |
| 1904 | no creat                                        | no creat                                        | Lawrence Doherty (9/10) Reginald Doherty (9/10)   | Holcombe Ward (4/6) Beals Wright (1/3)          |
| 1905 | Randolph Lycett (1/5) Tom Tachell               | no creat                                        | Lawrence Doherty (10/10) Reginald Doherty (10/10) | Holcombe Ward (5/6) Beals Wright (2/3)          |
| 1906 | Rodney Heath (1/2) Anthony Wilding (1/5)        | no creat                                        | Sydney Smith (2/2) Frank Riseley (2/2)            | Holcombe Ward (6/6) Beals Wright (3/3)          |
| 1907 | Bill Gregg Harry Parker                         | no creat                                        | Norman Brookes (1/4) Anthony Wilding (2/5)        | Fred Alexander (1/6) Harold Hackett (1/4)       |
| 1908 | Fred Alexander (2/6) Alfred Dunlop              | no creat                                        | Anthony Wilding (3/5) Josiah Ritchie (1/2)        | Fred Alexander (3/6) Harold Hackett (2/4)       |
| 1909 | J.P. Keane Ernie Parker (1/2)                   | no creat                                        | Herbert Roper Barrett (1/3) Arthur Gore           | Fred Alexander (4/6) Harold Hackett (3/4)       |
| 1910 | Ashley Campbell (1/2) Horace Rice (1/2)         | no creat                                        | Josiah Ritchie (2/2) Anthony Wilding (4/5)        | Fred Alexander (5/6) Harold Hackett (4/4)       |
| 1911 | Rodney Heath (2/2) Randolph Lycett (2/5)        | no creat                                        | Max Décugis André Gobert                          | Raymond Little Gustave Touchard                 |
| 1912 | James Cecil Parke Charles Dixon (1/3)           | no creat                                        | Herbert Roper Barrett (2/3) Charles Dixon (2/3)   | Maurice McLoughlin (1/3) Thomas Bundy (1/3)     |
| 1913 | A. Hedeman Ernie Parker (2/2)                   | no creat                                        | Herbert Roper Barrett (3/3) Charles Dixon (3/3)   | Maurice McLoughlin (2/3) Thomas Bundy (2/3)     |
| 1914 | Ashley Campbell (2/2) Gerald Patterson (1/6)    | no creat                                        | Norman Brookes (2/4) Anthony Wilding (5/5)        | Maurice McLoughlin (3/3) Thomas Bundy (3/3)     |
| 1915 | Horace Rice (2/2) C.V. Todd                     | no creat                                        | no celebrat                                       | William Johnston (1/3) Clarence Griffin (1/3)   |
| 1916 | no celebrat                                     | no creat                                        | no celebrat                                       | William Johnston (2/3) Clarence Griffin (2/3)   |
| 1917 | no celebrat                                     | no creat                                        | no celebrat                                       | Fred Alexander (6/6) Harold Throckmorton        |
| 1918 | no celebrat                                     | no creat                                        | no celebrat                                       | Bill Tilden (1/6) Vincent Richards (1/7)        |
| 1919 | Pat O'Hara Wood (1/5) Ron Thomas (1/3)          | no creat                                        | Pat O'Hara Wood (2/5) Ron Thomas (2/3)            | Norman Brookes (3/4) Gerald Patterson (2/6)     |
| 1920 | Pat O'Hara Wood (3/5) Ron Thomas (3/3)          | no creat                                        | Richard N. Williams (1/3) Chuck Garland           | William Johnston (3/3) Clarence Griffin (3/3)   |
| 1921 | S.H. Eaton Rhys Gemmell                         | no creat                                        | Randolph Lycett (3/5) Max Woosnam                 | Bill Tilden (2/6) Vincent Richards (2/7)        |
| 1922 | John Hawkes (1/3) Gerald Patterson (3/6)        | no creat                                        | James Anderson (1/2) Randolph Lycett (4/5)        | Bill Tilden (3/6) Vincent Richards (3/7)        |
| 1923 | Pat O'Hara Wood (4/5) Bert St. John             | no creat                                        | Leslie Godfree Randolph Lycett (5/5)              | Bill Tilden (4/6) Brian Norton                  |
| 1924 | James Anderson (2/2) Norman Brookes (4/4)       | no creat                                        | Frank Hunter (1/3) Vincent Richards (4/7)         | Howard Kinsey (1/2) Robert Kinsey               |
| 1925 | Pat O'Hara Wood (5/5) Gerald Patterson (4/6)    | Jean Borotra (1/9) René Lacoste (1/3)           | Jean Borotra (2/9) René Lacoste (2/3)             | Richard Williams (2/3) Vincent Richards (5/7)   |
| 1926 | John Hawkes (2/3) Gerald Patterson (5/6)        | Vincent Richards (6/7) Howard Kinsey (2/2)      | Jacques Brugnon (1/10) Henri Cochet (1/5)         | Richard Williams (3/3) Vincent Richards (7/7)   |
| 1927 | John Hawkes (3/3) Gerald Patterson (6/6)        | Henri Cochet (2/5) Jacques Brugnon (2/10)       | Frank Hunter (2/3) Bill Tilden (5/6)              | Frank Hunter (3/3) Bill Tilden (6/6)            |
| 1928 | Jean Borotra (3/9) Jacques Brugnon (3/10)       | Jean Borotra (4/9) Jacques Brugnon (4/10)       | Jacques Brugnon (5/10) Henri Cochet (3/5)         | George Lott (1/8) John Hennessey                |
| 1929 | Jack Crawford (1/6) Harry Hopman (1/2)          | René Lacoste (3/3) Jean Borotra (5/9)           | Wilmer Allison (1/4) John Van Ryn (1/6)           | George Lott (2/8) John Doeg (1/2)               |
| 1930 | Jack Crawford (2/6) Harry Hopman (2/2)          | Henri Cochet (4/5) Jacques Brugnon (6/10)       | Wilmer Allison (2/4) John Van Ryn (2/6)           | George Lott (3/8) John Doeg (2/2)               |
| 1931 | Charles Donohoe Ray Dunlop                      | George Lott (4/8) John Van Ryn (3/6)            | George Lott (5/8) John Van Ryn (4/6)              | Wilmer Allison (3/4) John Van Ryn (5/6)         |
| 1932 | Jack Crawford (3/6) Edgar Moon                  | Henri Cochet (5/5) Jacques Brugnon (7/10)       | Jean Borotra (6/9) Jacques Brugnon (8/10)         | Ellsworth Vines (1/2) Keith Gledhill (1/2)      |
| 1933 | Ellsworth Vines (2/2) Keith Gledhill (2/2)      | Pat Hughes Fred Perry (1/2)                     | Jean Borotra (7/9) Jacques Brugnon (9/10)         | George Lott (6/8) Lester Stoefen (1/3)          |
| 1934 | Fred Perry (2/2) George Hughes (1/2)            | Jean Borotra (8/9) Jacques Brugnon (10/10)      | George Lott (7/8) Lester Stoefen (2/3)            | George Lott (8/8) Lester Stoefen (3/3)          |
| 1935 | Jack Crawford (4/6) Vivian McGrath              | Jack Crawford (5/6) Adrian Quist (1/14)         | Jack Crawford (6/6) Adrian Quist (2/14)           | Wilmer Allison (4/4) John Van Ryn (6/6)         |
| 1936 | Adrian Quist (3/14) Don Turnbull (1/2)          | Jean Borotra (9/9) Marcel Bernard (1/2)         | George Hughes (2/2) Raymond Tuckey                | Don Budge (1/4) Gene Mako (1/4)                 |
| 1937 | Adrian Quist (4/14) Don Turnbull (2/2)          | Gottfried von Cramm (1/2) Henner Henkel (1/2)   | Don Budge (2/4) Gene Mako (2/4)                   | Gottfried von Cramm (2/2) Henner Henkel (2/2)   |
| 1938 | John Bromwich (1/13) Adrian Quist (5/14)        | Bernard Destremau Yvon Petra (1/2)              | Don Budge (3/4) Gene Mako (3/4)                   | Don Budge (4/4) Gene Mako (4/4)                 |
| 1939 | John Bromwich (2/13) Adrian Quist (6/14)        | Don McNeill (1/2) Charles Harris                | Elwood Cooke Bobby Riggs                          | John Bromwich (3/13) Adrian Quist (7/14)        |
| 1940 | John Bromwich (4/13) Adrian Quist (8/14)        | no celebrat                                     | no celebrat                                       | Jack Kramer (1/6) Fred Schroeder (1/3)          |
| 1941 | no celebrat                                     | no celebrat                                     | no celebrat                                       | Jack Kramer (2/6) Fred Schroeder (2/3)          |
| 1942 | no celebrat                                     | no celebrat                                     | no celebrat                                       | Gardnar Mulloy (1/5) William Talbert (1/5)      |
| 1943 | no celebrat                                     | no celebrat                                     | no celebrat                                       | Jack Kramer (3/6) Frank Parker (1/3)            |
| 1944 | no celebrat                                     | no celebrat                                     | no celebrat                                       | Don Mcneill (2/2) Bob Falkenburg (1/2)          |
| 1945 | no celebrat                                     | no celebrat                                     | no celebrat                                       | Gardnar Mulloy (2/5) William Talbert (2/5)      |
| 1946 | John Bromwich (5/13) Adrian Quist (9/14)        | Marcel Bernard (2/2) Yvon Petra (2/2)           | Tom Brown Jack Kramer (4/6)                       | Gardnar Mulloy (3/5) William Talbert (3/5)      |
| 1947 | John Bromwich (6/13) Adrian Quist (10/14)       | Eustace Fannin Eric Sturgess                    | Bob Falkenburg (2/2) Jack Kramer (5/6)            | Jack Kramer (6/6) Fred Schroeder (3/3)          |
| 1948 | John Bromwich (7/13) Adrian Quist (11/14)       | Lennart Bergelin Jaroslav Drobný                | John Bromwich (8/13) Frank Sedgman (1/9)          | Gardnar Mulloy (4/5) William Talbert (4/5)      |
| 1949 | John Bromwich (9/13) Adrian Quist (12/14)       | Richard Gonzales (1/2) Frank Parker (2/3)       | Richard Gonzales (2/2) Frank Parker (3/3)         | John Bromwich (10/13) Billy Sidwell             |
| 1950 | John Bromwich (11/13) Adrian Quist (13/14)      | William Talbert (5/5) Tony Trabert (1/5)        | John Bromwich (12/13) Adrian Quist (14/14)        | John Bromwich (13/13) Frank Sedgman (2/9)       |
| 1951 | Ken McGregor (1/7) Frank Sedgman (3/9)          | Ken McGregor (2/7) Frank Sedgman (4/9)          | Ken McGregor (3/7) Frank Sedgman (5/9)            | Ken McGregor (4/7) Frank Sedgman (6/9)          |
| 1952 | Ken McGregor (5/7) Frank Sedgman (7/9)          | Ken McGregor (6/7) Frank Sedgman (8/9)          | Ken McGregor (7/7) Frank Sedgman (9/9)            | Mervyn Rose (1/4) Vic Seixas (1/5)              |
| 1953 | Lew Hoad (1/8) Ken Rosewall (1/9)               | Lew Hoad (2/8) Ken Rosewall (2/9)               | Lew Hoad (3/8) Ken Rosewall (3/9)                 | Rex Hartwig (1/4) Mervyn Rose (2/4)             |
| 1954 | Rex Hartwig (2/4) Mervyn Rose (3/4)             | Vic Seixas (2/5) Tony Trabert (2/5)             | Rex Hartwig (3/4) Mervyn Rose (4/4)               | Vic Seixas (3/5) Tony Trabert (3/5)             |
| 1955 | Vic Seixas (4/5) Tony Trabert (4/5)             | Vic Seixas (5/5) Tony Trabert (5/5)             | Rex Hartwig (3/4) Lew Hoad (4/8)                  | Kosei Kamo Atushi Miyagi                        |
| 1956 | Lew Hoad (5/8) Ken Rosewall (4/9)               | Don Candy Robert Perry                          | Lew Hoad (6/8) Ken Rosewall (5/9)                 | Lew Hoad (7/8) Ken Rosewall (6/9)               |
| 1957 | Neale Fraser (1/11) Lew Hoad (8/8)              | Malcolm Anderson (1/2) Ashley Cooper (1/4)      | Budge Patty Gardnar Mulloy (5/5)                  | Neale Fraser (2/11) Ashley Cooper (2/4)         |
| 1958 | Neale Fraser (3/11) Ashley Cooper (3/4)         | Neale Fraser (4/11) Ashley Cooper (4/4)         | Sven Davidson Ulf Schmidt                         | Alex Olmedo Hamilton Richardson                 |
| 1959 | Rod Laver (1/6) Robert Mark (1/3)               | Orlando Sirola Nicola Pietrangeli               | Roy Emerson (1/16) Neale Fraser (5/11)            | Roy Emerson (2/16) Neale Fraser (6/11)          |
| 1960 | Rod Laver (2/6) Robert Mark (2/3)               | Roy Emerson (3/16) Neale Fraser (7/11)          | Rafael Osuna (1/3) Dennis Ralston (1/5)           | Roy Emerson (4/16) Neale Fraser (8/11)          |
| 1961 | Rod Laver (3/6) Robert Mark (3/3)               | Roy Emerson (5/16) Rod Laver (4/6)              | Roy Emerson (6/16) Neale Fraser (9/11)            | Chuck McKinley (1/3) Dennis Ralston (2/5)       |
| 1962 | Roy Emerson (7/16) Neale Fraser (10/11)         | Roy Emerson (8/16) Neale Fraser (11/11)         | Bob Hewitt (1/9) Fred Stolle (1/10)               | Rafael Osuna (2/3) Antonio Palafox (1/2)        |
| 1963 | Bob Hewitt (2/9) Fred Stolle (2/10)             | Roy Emerson (9/16) Manuel Santana               | Rafael Osuna (3/3) Antonio Palafox (2/2)          | Chuck McKinley (2/3) Dennis Ralston (3/5)       |
| 1964 | Bob Hewitt (3/9) Fred Stolle (3/10)             | Roy Emerson (10/16) Ken Fletcher (1/2)          | Bob Hewitt (4/9) Fred Stolle (4/10)               | Chuck McKinley (3/3) Dennis Ralston (4/5)       |
| 1965 | John Newcombe (1/17) Tony Roche (1/13)          | Roy Emerson (11/16) Fred Stolle (5/10)          | John Newcombe (2/17) Tony Roche (2/13)            | Roy Emerson (12/16) Fred Stolle (6/10)          |
| 1966 | Roy Emerson (13/16) Fred Stolle (7/10)          | Clark Graebner Dennis Ralston (5/5)             | Ken Fletcher (2/2) John Newcombe (3/17)           | Roy Emerson (14/16) Fred Stolle (8/10)          |
| 1967 | John Newcombe (4/17) Tony Roche (3/13)          | John Newcombe (5/17) Tony Roche (4/13)          | Bob Hewitt (5/9) Frew McMillan (1/5)              | John Newcombe (6/17) Tony Roche (5/13)          |
| 1968 | Dick Crealy (1/2) Allan Stone (1/2)             |                                                 |                                                   |                                                 |
| 1968 | Era Open                                        |                                                 |                                                   |                                                 |
| 1968 |                                                 | Ken Rosewall (7/9) Fred Stolle (9/10)           | John Newcombe (7/17) Tony Roche (6/13)            | Robert Lutz (1/5) Stan Smith (1/5)              |
| 1969 | Roy Emerson (15/16) Rod Laver (5/6)             | John Newcombe (8/17) Tony Roche (7/13)          | John Newcombe (9/17) Tony Roche (8/13)            | Ken Rosewall (8/9) Fred Stolle (10/10)          |
| 1970 | Robert Lutz (2/5) Stan Smith (2/5)              | Ilie Năstase (1/3) Ion Ţiriac                   | John Newcombe (10/17) Tony Roche (9/13)           | Pierre Barthes Nikola Pilić                     |
| 1971 | John Newcombe (11/17) Tony Roche (10/13)        | Arthur Ashe (1/2) Marty Riessen (1/2)           | Roy Emerson (16/16) Rod Laver (6/6)               | John Newcombe (12/17) Roger Taylor (1/2)        |
| 1972 | Owen Davidson (1/2) Ken Rosewall (9/9)          | Bob Hewitt (6/9) Frew McMillan (2/5)            | Bob Hewitt (7/9) Frew McMillan (3/5)              | Cliff Drysdale Roger Taylor (2/2)               |
| 1973 | Malcolm Anderson (2/2) John Newcombe (13/17)    | John Newcombe (14/17) Tom Okker (1/2)           | Jimmy Connors (1/2) Ilie Năstase (2/3)            | Owen Davidson (2/2) John Newcombe (15/17)       |
| 1974 | Ross Case (1/2) Geoff Masters (1/2)             | Dick Crealy (2/2) Onny Parun                    | John Newcombe (16/17) Tony Roche (11/13)          | Robert Lutz (3/5) Stan Smith (3/5)              |
| 1975 | John Alexander Phil Dent                        | Brian Gottfried (1/3) Raúl Ramírez (1/3)        | Vitas Gerulaitis Sandy Mayer (1/2)                | Jimmy Connors (2/2) Ilie Năstase (3/3)          |
| 1976 | John Newcombe (17/17) Tony Roche (12/13)        | Fred McNair Sherwood Stewart (1/3)              | Brian Gottfried (2/3) Raúl Ramírez (2/3)          | Marty Riessen (2/2) Tom Okker (2/2)             |
| 1977 | Ray Ruffels Allan Stone (2/2) (gen.)            | Brian Gottfried (3/3) Raúl Ramírez (3/3)        | Ross Case (2/2) Geoff Masters (2/2)               | Bob Hewitt (8/9) Frew McMillan (4/5)            |
| 1977 | Arthur Ashe (2/2) Tony Roche (13/13) (des.)     | Brian Gottfried (3/3) Raúl Ramírez (3/3)        | Ross Case (2/2) Geoff Masters (2/2)               | Bob Hewitt (8/9) Frew McMillan (4/5)            |
| 1978 | Wojtek Fibak Kim Warwick (1/4)                  | Gene Mayer (1/2) Hank Pfister (1/2)             | Bob Hewitt (9/9) Frew McMillan (5/5)              | Robert Lutz (4/5) Stan Smith (4/5)              |
| 1979 | Peter McNamara (1/3) Paul McNamee (1/4)         | Gene Mayer (2/2) Sandy Mayer (2/2)              | Peter Fleming (1/7) John McEnroe (1/9)            | Peter Fleming (2/7) John McEnroe (2/9)          |
| 1980 | Mark Edmondson (1/5) Kim Warwick (2/4)          | Victor Amaya Hank Pfister (2/2)                 | Peter McNamara (2/3) Paul McNamee (2/4)           | Robert Lutz (5/5) Stan Smith (5/5)              |
| 1981 | Mark Edmondson (2/5) Kim Warwick (3/4)          | Heinz Günthardt (1/2) Balázs Taróczy (1/2)      | Peter Fleming (3/7) John McEnroe (3/9)            | Peter Fleming (4/7) John McEnroe (4/9)          |
| 1982 | John Alexander John Fitzgerald (1/7)            | Sherwood Stewart (2/3) Ferdi Taygan             | Peter McNamara (3/3) Paul McNamee (3/4)           | Kevin Curren Steve Denton                       |
| 1983 | Mark Edmondson (3/5) Kim Warwick (4/4)          | Anders Järryd (1/8) Hans Simonsson              | Peter Fleming (5/7) John McEnroe (5/9)            | Peter Fleming (6/7) John McEnroe (6/9)          |
| 1984 | Mark Edmondson (4/5) Sherwood Stewart (3/3)     | Henri Leconte Yannick Noah                      | Peter Fleming (7/7) John McEnroe (7/9)            | John Fitzgerald (2/7) Tomáš Šmíd (1/2)          |
| 1985 | Paul Annacone Christo van Rensburg              | Mark Edmondson (5/5) Kim Warwick (4/4)          | Heinz Günthardt (2/2) Balázs Taróczy (2/2)        | Ken Flach (1/4) Robert Seguso (1/4)             |
| 1986 | no celebrat                                     | John Fitzgerald (3/7) Tomáš Šmíd (2/2)          | Joakim Nyström Mats Wilander                      | Andrés Gómez (1/2) Slobodan Živojinović         |
| 1987 | Stefan Edberg (1/3) Anders Järryd (2/8)         | Anders Järryd (3/8) Robert Seguso (2/4)         | Ken Flach (2/4) Robert Seguso (3/4)               | Stefan Edberg (2/3) Anders Järryd (4/8)         |
| 1988 | Rick Leach (1/5) Jim Pugh (1/3)                 | Andrés Gómez (2/2) Emilio Sánchez (1/3)         | Ken Flach (3/4) Robert Seguso (4/4)               | Sergio Casal (1/2) Emilio Sánchez (2/3)         |
| 1989 | Rick Leach (2/5) Jim Pugh (2/3)                 | Jim Grabb (1/2) Patrick McEnroe                 | John Fitzgerald (4/7) Anders Järryd (5/8)         | John McEnroe (8/9) Mark Woodforde (1/12)        |
| 1990 | Pieter Aldrich (1/2) Danie Visser (1/3)         | Sergio Casal (2/2) Emilio Sánchez (3/3)         | Rick Leach (3/5) Jim Pugh (3/3)                   | Pieter Aldrich (2/2) Danie Visser (2/3)         |
| 1991 | Scott Davis David Pate                          | John Fitzgerald (5/7) Anders Järryd (6/8)       | John Fitzgerald (6/7) Anders Järryd (7/8)         | John Fitzgerald (7/7) Anders Järryd (8/8)       |
| 1992 | Todd Woodbridge (1/16) Mark Woodforde (2/12)    | Jakob Hlasek Marc Rosset                        | John McEnroe (9/9) Michael Stich                  | Jim Grabb (2/2) Richey Reneberg (1/2)           |
| 1993 | Danie Visser (3/3) Laurie Warder                | Luke Jensen Murphy Jensen                       | Todd Woodbridge (2/16) Mark Woodforde (3/12)      | Ken Flach (4/4) Rick Leach (4/5)                |
| 1994 | Jacco Eltingh (1/6) Paul Haarhuis (1/6)         | Byron Black Jonathan Stark                      | Todd Woodbridge (3/16) Mark Woodforde (4/12)      | Jacco Eltingh (2/6) Paul Haarhuis (2/6)         |
| 1995 | Jared Palmer (1/2) Richey Reneberg (2/2)        | Jacco Eltingh (3/6) Paul Haarhuis (3/6)         | Todd Woodbridge (4/16) Mark Woodforde (5/12)      | Todd Woodbridge (5/16) Mark Woodforde (6/12)    |
| 1996 | Stefan Edberg (1/3) Petr Korda                  | Ievgueni Kàfelnikov (1/4) Daniel Vacek (1/3)    | Todd Woodbridge (6/16) Mark Woodforde (7/12)      | Todd Woodbridge (7/16) Mark Woodforde (8/12)    |
| 1997 | Todd Woodbridge (8/16) Mark Woodforde (9/12)    | Ievgueni Kàfelnikov (2/4) Daniel Vacek (2/3)    | Todd Woodbridge (9/16) Mark Woodforde (10/12)     | Ievgueni Kàfelnikov (3/4) Daniel Vacek (3/3)    |
| 1998 | Jonas Björkman (1/9) Jacco Eltingh (4/6)        | Jacco Eltingh (5/6) Paul Haarhuis (4/6)         | Jacco Eltingh (6/6) Paul Haarhuis (5/6)           | Cyril Suk Sandon Stolle                         |
| 1999 | Jonas Björkman (2/9) Patrick Rafter             | Mahesh Bhupathi (1/4) Leander Paes (1/8)        | Mahesh Bhupathi (2/4) Leander Paes (2/8)          | Sébastien Lareau Alex O'Brien                   |
| 2000 | Ellis Ferreira Rick Leach (5/5)                 | Todd Woodbridge (10/16) Mark Woodforde (11/12)  | Todd Woodbridge (11/16) Mark Woodforde (12/12)    | Lleyton Hewitt Max Mirnyi (1/6)                 |
| 2001 | Jonas Björkman (3/9) Todd Woodbridge (12/16)    | Mahesh Bhupathi (3/4) Leander Paes (3/8)        | Donald Johnson Jared Palmer (2/2)                 | Wayne Black (1/2) Kevin Ullyett (1/2)           |
| 2002 | Mark Knowles (1/3) Daniel Nestor (1/8)          | Paul Haarhuis (6/6) Ievgueni Kàfelnikov (4/4)   | Jonas Björkman (4/9) Todd Woodbridge (13/16)      | Mahesh Bhupathi (4/4) Max Mirnyi (2/6)          |
| 2003 | Michaël Llodra (1/3) Fabrice Santoro (1/2)      | Bob Bryan (1/16) Mike Bryan (1/18)              | Jonas Björkman (5/9) Todd Woodbridge (14/16)      | Jonas Björkman (6/9) Todd Woodbridge (15/16)    |
| 2004 | Michaël Llodra (2/3) Fabrice Santoro (2/2)      | Xavier Malisse Olivier Rochus                   | Jonas Björkman (7/9) Todd Woodbridge (16/16)      | Mark Knowles (2/3) Daniel Nestor (2/8)          |
| 2005 | Wayne Black (2/2) Kevin Ullyett (2/2)           | Jonas Björkman (8/9) Max Mirnyi (3/6)           | Stephen Huss Wesley Moodie                        | Bob Bryan (2/16) Mike Bryan (2/18)              |
| 2006 | Bob Bryan (3/16) Mike Bryan (3/18)              | Jonas Björkman (9/9) Max Mirnyi (4/6)           | Bob Bryan (4/16) Mike Bryan (4/18)                | Martin Damm Leander Paes (4/8)                  |
| 2007 | Bob Bryan (5/16) Mike Bryan (5/18)              | Mark Knowles (3/3) Daniel Nestor (3/8)          | Arnaud Clément Michaël Llodra (3/3)               | Simon Aspelin Julian Knowle                     |
| 2008 | Jonathan Erlich Andy Ram                        | Pablo Cuevas Luis Horna                         | Daniel Nestor (4/8) Nenad Zimonjić (1/3)          | Bob Bryan (6/16) Mike Bryan (6/18)              |
| 2009 | Bob Bryan (7/16) Mike Bryan (7/18)              | Lukáš Dlouhý (1/2) Leander Paes (5/8)           | Daniel Nestor (5/8) Nenad Zimonjić (2/3)          | Lukáš Dlouhý (2/2) Leander Paes (6/8)           |
| 2010 | Bob Bryan (8/16) Mike Bryan (8/18)              | Daniel Nestor (6/8) Nenad Zimonjić (3/3)        | Jürgen Melzer (1/2) Philipp Petzschner (1/2)      | Bob Bryan (9/16) Mike Bryan (9/18)              |
| 2011 | Bob Bryan (10/16) Mike Bryan (10/18)            | Max Mirnyi (5/6) Daniel Nestor (7/8)            | Bob Bryan (11/16) Mike Bryan (11/18)              | Jürgen Melzer (2/2) Philipp Petzschner (2/2)    |
| 2012 | Leander Paes (7/8) Radek Štěpánek (1/2)         | Max Mirnyi (6/6) Daniel Nestor (8/8)            | Jonathan Marray Frederik Nielsen                  | Bob Bryan (12/16) Mike Bryan (12/18)            |
| 2013 | Bob Bryan (13/16) Mike Bryan (13/18)            | Bob Bryan (14/16) Mike Bryan (14/18)            | Bob Bryan (15/16) Mike Bryan (15/18)              | Leander Paes (8/8) Radek Štěpánek (2/2)         |
| 2014 | Lukasz Kubot (1/2) Robert Lindstedt             | Julien Benneteau Edouard Roger-Vasselin         | Vasek Pospisil Jack Sock (1/3)                    | Bob Bryan (16/16) Mike Bryan (16/18)            |
| 2015 | Simone Bolelli Fabio Fognini                    | Ivan Dodig (1/3) Marcelo Melo (1/2)             | Jean-Julien Rojer (1/3) Horia Tecău (1/2)         | Pierre-Hugues Herbert (1/5) Nicolas Mahut (1/5) |
| 2016 | Jamie Murray (1/2) Bruno Soares (1/3)           | Feliciano López Marc López                      | Pierre-Hugues Herbert (2/5) Nicolas Mahut (2/5)   | Jamie Murray (2/2) Bruno Soares (2/3)           |
| 2017 | Henri Kontinen John Peers                       | Ryan Harrison Michael Venus                     | Łukasz Kubot (2/2) Marcelo Melo (2/2)             | Jean-Julien Rojer (2/3) Horia Tecău (2/2)       |
| 2018 | Oliver Marach Mate Pavić (1/4)                  | Pierre-Hugues Herbert (3/5) Nicolas Mahut (3/5) | Mike Bryan (17/18) Jack Sock (2/3)                | Mike Bryan (18/18) Jack Sock (3/3)              |
| 2019 | Pierre-Hugues Herbert (4/5) Nicolas Mahut (4/5) | Kevin Krawietz (1/2) Andreas Mies (1/2)         | Juan Sebastián Cabal (1/2) Robert Farah (1/2)     | Juan Sebastián Cabal (2/2) Robert Farah (2/2)   |
| 2020 | Rajeev Ram (1/4) Joe Salisbury (1/4)            | Kevin Krawietz (2/2) Andreas Mies (2/2)         | no celebrat                                       | Mate Pavić (2/4) Bruno Soares (3/3)             |
| 2021 | Ivan Dodig (2/3) Filip Polášek                  | Pierre-Hugues Herbert (5/5) Nicolas Mahut (5/5) | Nikola Mektić Mate Pavić (3/4)                    | Rajeev Ram (2/4) Joe Salisbury (2/4)            |
| 2022 | Thanasi Kokkinakis Nick Kyrgios                 | Marcelo Arévalo (1/2) Jean-Julien Rojer (3/3)   | Matthew Ebden (1/2) Max Purcell (1/2)             | Rajeev Ram (3/4) Joe Salisbury (3/4)            |
| 2023 | Rinky Hijikata Jason Kubler                     | Ivan Dodig (3/3) Austin Krajicek                | Wesley Koolhof Neal Skupski                       | Rajeev Ram (4/4) Joe Salisbury (4/4)            |
| 2024 | Rohan Bopanna Matthew Ebden (2/2)               | Marcelo Arévalo (2/2) Mate Pavić (4/4)          | Harri Heliövaara (1/2) Henry Patten (1/2)         | Max Purcell (2/2) Jordan Thompson               |
| 2025 | Harri Heliövaara (2/2) Henry Patten (2/2)       | Marcel Granollers Horacio Zeballos              | Julian Cash Lloyd Glasspool                       |                                                 |

## Estadístiques

### Campions múltiples (individual)
Nota: En negreta els tennistes en actiu.
| Títols | Tennistes |
| ------ | --- |
| 18     | Mike Bryan |
| 17     | John Newcombe |
| 16     | Bob Bryan, Roy Emerson, Todd Woodbridge |
| 14     | Adrian Quist |
| 13     | John Bromwich, Tony Roche |
| 12     | Mark Woodforde |
| 11     | Neale Fraser |
| 10     | Jacques Brugnon, Lawrence Doherty, Reginald Doherty, Fred Stolle |
| 9      | Jonas Björkman, Jean Borotra, / Bob Hewitt, John McEnroe, Ken Rosewall, Frank Sedgman |
| 8      | Lew Hoad, Anders Järryd, George Lott, Daniel Nestor, Leander Paes |
| 7      | John Fitzgerald, Peter Fleming, Ken McGregor, Vincent Richards |
| 6      | Fred Alexander, Jack Crawford, James Dwight, Jacco Eltingh, Paul Haarhuis, Jack Kramer, Rod Laver, Max Mirnyi, Gerald Patterson, Richard Sears, Bill Tilden, John Van Ryn, Holcombe Ward                                                                                |
| 5      | Henri Cochet, Mark Edmondson, Pierre-Hugues Herbert, Rick Leach, Robert Lutz, Randolph Lycett, Nicolas Mahut, Frew McMillan, Gardnar Mulloy, Pat O'Hara Wood, Dennis Ralston, Ernest Renshaw, William Renshaw, Vic Seixas, Stan Smith, William Talbert, Anthony Wilding |

### Campions múltiples (parella)
Nota: En negreta les parelles en actiu.
| Títols | Tennistes                             |
| ------ | ------------------------------------- |
| 16     | Bob Bryan / Mike Bryan                |
| 12     | John Newcombe / Tony Roche            |
| 11     | Todd Woodbridge / Mark Woodforde      |
| 10     | Lawrence Doherty / Reginald Doherty   |
| 10     | John Bromwich / Adrian Quist          |
| 7      | Ken McGregor / Frank Sedgman          |
| 7      | Roy Emerson / Neale Fraser            |
| 7      | Peter Fleming / John McEnroe          |
| 6      | Richard Sears / James Dwight          |
| 6      | Lew Hoad / Ken Rosewall               |
| 5      | Ernest Renshaw / William Renshaw      |
| 5      | Henri Cochet / Jacques Brugnon        |
| 5      | Jean Borotra / Jacques Brugnon        |
| 5      | Robert Lutz / Stan Smith              |
| 5      | Bob Hewitt / Frew McMillan            |
| 5      | Jacco Eltingh / Paul Haarhuis         |
| 5      | Jonas Björkman / Todd Woodbridge      |
| 5      | Pierre-Hugues Herbert / Nicolas Mahut |
| 4      | Herbert Baddeley / Wilfred Baddeley   |
| 4      | Fred Alexander / Harold Hacket        |
| 4      | Wilmer Allison / John Van Ryn         |
| 4      | Don Budge / Gene Mako                 |
| 4      | Vic Seixas / Tony Trabert             |
| 4      | Bob Hewitt / Fred Stolle              |
| 4      | Roy Emerson / Fred Stolle             |
| 4      | Mark Edmondson / Kim Warwick          |
| 4      | John Fitzgerald / Anders Järryd       |
| 4      | Rajeev Ram / Joe Salisbury            |

### Campions per torneig
| Grand Slam       | Títols | Tennistes                                              |
| ---------------- | ------ | ------------------------------------------------------ |
| Open d'Austràlia | 10     | Adrian Quist                                           |
| Roland Garros    | 6      | Roy Emerson                                            |
| Wimbledon        | 9      | Todd Woodbridge                                        |
| US Open          | 6      | Richard Sears, James Dwight, Holcombe Ward, Mike Bryan |

### Campions Grand Slam

#### Grand Slam pur
| Any  | Tennistes                    |
| ---- | ---------------------------- |
| 1951 | Ken McGregor / Frank Sedgman |

| Any  | Tennista      |
| ---- | ------------- |
| 1951 | Ken McGregor  |
| 1951 | Frank Sedgman |

#### Grand Slam seguit
| Anys      | Tennistes                    |
| --------- | ---------------------------- |
| 1951−1952 | Ken McGregor / Frank Sedgman |
| 2012−2013 | Bob Bryan / Mike Bryan       |

| Anys      | Tennista      |
| --------- | ------------- |
| 1950−1951 | Frank Sedgman |
| 1951−1952 | Ken McGregor  |
| 1951−1952 | Frank Sedgman |
| 2012−2013 | Bob Bryan     |
| 2012−2013 | Mike Bryan    |

- Bob Bryan i Mike Bryan van aconseguir el Golden Slam el 2012 perquè a part d'aconseguir els quatre títols de Grand Slam, van guanyar la medalla d'or en els Jocs Olímpics de Londres (2012). A continuació van guanyar els quatre Grand Slams posteriors als Jocs Olímpics augmentant la fita a Grand Slam seguit.

#### Grand Slam durant la carrera
| Tennistes                             | Open d'Austràlia | Roland Garros | Wimbledon | US Open |
| ------------------------------------- | ---------------- | ------------- | --------- | ------- |
| Ken McGregor / Frank Sedgman          | 1951             | 1951          | 1951      | 1951    |
| Lew Hoad / Ken Rosewall               | 1953             | 1953          | 1953      | 1956    |
| Roy Emerson / Neale Fraser            | 1962             | 1960          | 1959      | 1959    |
| John Newcombe / Tony Roche            | 1965             | 1967          | 1965      | 1967    |
| Jacco Eltingh / Paul Haarhuis         | 1994             | 1995          | 1998      | 1994    |
| Todd Woodbridge / Mark Woodforde      | 1992             | 2000          | 1993      | 1995    |
| Bob Bryan / Mike Bryan                | 2006             | 2003          | 2006      | 2005    |
| Pierre-Hugues Herbert / Nicolas Mahut | 2019             | 2018          | 2016      | 2015    |

Nota: En cursiva l'any en el qual van guanyar del primer títol de cada torneig i en negreta el darrer títol guanyat.
| Tennista              | Open d'Austràlia | Roland Garros | Wimbledon | US Open |
| --------------------- | ---------------- | ------------- | --------- | ------- |
| Adrian Quist          | 1936             | 1935          | 1935      | 1939    |
| Frank Sedgman         | 1951             | 1951          | 1948      | 1950    |
| Ken McGregor          | 1951             | 1951          | 1951      | 1951    |
| Lew Hoad              | 1953             | 1953          | 1953      | 1956    |
| Ken Rosewall          | 1953             | 1953          | 1953      | 1956    |
| Neale Fraser          | 1957             | 1958          | 1959      | 1957    |
| Roy Emerson           | 1962             | 1960          | 1959      | 1959    |
| Fred Stolle           | 1963             | 1965          | 1962      | 1966    |
| Tony Roche            | 1965             | 1967          | 1965      | 1967    |
| John Newcombe         | 1965             | 1967          | 1965      | 1967    |
| / Bob Hewitt          | 1963             | 1972          | 1962      | 1977    |
| Anders Järryd         | 1987             | 1983          | 1989      | 1987    |
| John Fitzgerald       | 1982             | 1986          | 1989      | 1984    |
| Jacco Eltingh         | 1994             | 1995          | 1998      | 1994    |
| Paul Haarhuis         | 1994             | 1995          | 1998      | 1994    |
| Mark Woodforde        | 1992             | 2000          | 1993      | 1989    |
| Todd Woodbridge       | 1992             | 2000          | 1993      | 1995    |
| Jonas Björkman        | 1998             | 2005          | 2002      | 2003    |
| Bob Bryan             | 2006             | 2003          | 2006      | 2005    |
| Mike Bryan            | 2006             | 2003          | 2006      | 2005    |
| Daniel Nestor         | 2002             | 2007          | 2008      | 2004    |
| Leander Paes          | 2012             | 1999          | 1999      | 2006    |
| Pierre-Hugues Herbert | 2019             | 2018          | 2016      | 2015    |
| Nicolas Mahut         | 2019             | 2018          | 2016      | 2015    |
| Mate Pavić            | 2018             | 2024          | 2021      | 2020    |

- Todd Woodbridge i Mark Woodforde van aconseguir el Golden Slam el 2000 perquè a part d'aconseguir els quatre títols de Grand Slam, van guanyar la medalla d'or en els Jocs Olímpics d'Atlanta (1996), i Mate Pavić ho va aconseguir el 2024 perquè ha havia guanyat la medalla d'or a Jocs Olímpics de Tòquio (2021).

### Campions de tres torneigs Grand Slam en un any
| - AUS−Roland Garros−Wimbledon - 1928 Jacques Brugnon - 1935 Jack Crawford - 1951 Ken McGregor - 1951 Frank Sedgman - 1952 Ken McGregor (2) - 1952 Frank Sedgman (2) - 1953 Lew Hoad - 1953 Ken Rosewall - 1998 Jacco Eltingh - 2013 Bob Bryan - 2013 Mike Bryan | - AUS−Roland Garros−EUA - 1951 Ken McGregor - 1951 Frank Sedgman - 1967 John Newcombe - 1967 Tony Roche - 1973 John Newcombe (2) - 1987 Anders Järryd | - AUS−Wimbledon−EUA - 1950 John Bromwich - 1951 Ken McGregor - 1951 Frank Sedgman - 1956 Lew Hoad - 1956 Ken Rosewall | - Roland Garros−Wimbledon−EUA - 1931 John Van Ryn - 1951 Ken McGregor - 1951 Frank Sedgman - 1991 John Fitzgerald - 1991 Anders Järryd |